# Kefersteinia escobariana
Kefersteinia escobariana är en orkidéart som beskrevs av Günter Gerlach och Tilman Neudecker. Kefersteinia escobariana ingår i släktet Kefersteinia och familjen orkidéer. Inga underarter finns listade i Catalogue of Life.